# Virgo Motorsport
Virgo Motorsport est une écurie de sport automobile britannique. En 2008, elle remporte le titre équipe dans la catégorie GT2 en Le Mans Series.

## Historique
En 2008, Virgo Motorsport participe au championnat Le Mans Series.
En août 2008, malgré un incendie en essais libres, la Ferrari F430 GTC de Virgo Motorsport, pilotée par Rob Bell et Gianmaria Bruni, remporte les 1 000 kilomètres du Nüburgring dans la catégorie GT2,,.
En fin de saison, l'écurie remporte le titre par équipe dans la catégorie GT2 avec quatre victoires en cinq courses,,,.